# Абсолютна похибка вимірювання
Абсолютна похибка вимірювання — абсолютна різниця між результатом вимірювання та істинним значенням вимірюваної величини. Розмірність абсолютної похибки є такою ж, як і у вимірюваної величини. Є ознакою якості вимірювання величини.
Величина похибки залежить від умов проведення вимірювання: засобу вимірювання, умов вимірювання тощо.
Оскільки абсолютна похибка, що дорівнює 1 мм, може бути гарним показником вимірювання (для довжини екватора) і поганим показником (для довжини мурахи), використовують безмірну величину відносної похибки вимірювання.

## Визначення
Нехай {\displaystyle a} — абсолютне значення вимірювальної величини, {\displaystyle b} — її наближення. Тоді абсолютна похибка вимірювання {\displaystyle \epsilon } визначається як
{\displaystyle \epsilon =|a-b|}
На практиці, абсолютне значення вимірювальної величини невідомо, тоді використовують наближенні формули визначення абсолютної похибки.

## Наближенні формули
Нехай {\displaystyle {\bar {a}}} — математичне сподівання вимірювальної величини, {\displaystyle b} — наближення вимірювальної величини. Тоді абсолютна похибка вимірювання {\displaystyle \epsilon } визначається як
{\displaystyle \epsilon =|{\bar {a}}-b|}
За наближення абсолютної похибки всієї серії вимірювань беруть значення стандартного відхилення